# Port-Royal (Acadia)
Port-Royal è stato uno dei primi insediamenti europei stabiliti in Nord America, situato nell'odierna Annapolis Royal, Nuova Scozia, Canada. Fondato dai coloni francesi nel 1605, è considerato il primo insediamento europeo a nord di St. Augustine, in Florida. Port-Royal ha avuto un ruolo cruciale nella storia della colonizzazione francese, nelle relazioni con i popoli indigeni della regione, in particolare i Mi’kmaq, e nello sviluppo culturale e agricolo dell'Acadia.

## Fondazione e contesto storico
Nel 1603, il re di Francia Enrico IV concesse a Pierre Dugua de Mons il monopolio del commercio di pellicce nella regione compresa tra il 40º e il 46º parallelo, a condizione che fondasse una colonia in Acadia. Dopo il disastroso inverno 1604-1605 sull'isola di Saint Croix, Dugua de Mons, accompagnato dal cartografo Samuel de Champlain, scelse un nuovo sito lungo il fiume Annapolis per fondare Port-Royal.
L'insediamento si trovava sulla sponda nord del bacino di Annapolis, in una posizione riparata con terra fertile, abbondante selvaggina e accesso a risorse marittime. La costruzione della Habitation, un complesso di edifici disposti intorno a un cortile centrale, rappresentò il primo tentativo europeo di creare un villaggio permanente in questa regione.

## La vita a Port-Royal
L'architettura della Habitation seguiva i modelli francesi dell'epoca e comprendeva spazi per abitazioni, magazzini e giardini. Questo insediamento fu anche il luogo del primo esperimento agricolo europeo in Nord America, dove i coloni testarono la coltivazione di semi e piante provenienti dalla Francia.
Durante l'inverno del 1606-1607, per migliorare il morale dei coloni, Champlain fondò l'Ordre de Bon Temps (L'Ordine di Buon Tempo), considerato il primo club sociale del Nord America. I coloni si alternavano nel preparare banchetti, creando un senso di comunità e incoraggiando la cooperazione.
Port-Royal divenne inoltre un centro culturale: il 14 novembre 1606, l’avvocato e poeta Marc Lescarbot mise in scena Le Théâtre de Neptune, considerata la prima rappresentazione teatrale in Nord America.

## Relazioni con i Mi’kmaq
Uno degli aspetti distintivi di Port-Royal fu il rapporto relativamente pacifico e collaborativo con i Mi’kmaq, i popoli indigeni della regione. Sotto la guida del capo Membertou, i Mi’kmaq fornirono ai coloni francesi conoscenze vitali su caccia, pesca e adattamento al clima rigido. Questa relazione favorì un'interazione culturale unica, che includeva matrimoni misti tra francesi e Mi’kmaq.

## Declino e distruzione
Nonostante le prospettive iniziali, Port-Royal affrontò numerose difficoltà. Nel 1607, la colonia fu temporaneamente abbandonata a causa della revoca del monopolio commerciale di Dugua de Mons. Nel 1610, l'insediamento fu rioccupato da Jean de Poutrincourt, ma nel 1613 fu distrutto da un attacco inglese guidato da Samuel Argall.
Il sito fu più volte conteso tra francesi e inglesi nei secoli successivi. Nel 1654, gli inglesi conquistarono nuovamente Port-Royal, che al tempo ospitava circa 200 abitanti. Alla vigilia della Conquista britannica del 1759-1760, la popolazione raggiunse i 350 abitanti.

## Eredità culturale
Port-Royal è ricordato come una delle culle della cultura francese in Nord America. Oltre ai progressi agricoli, i coloni francesi furono i primi a costruire dighe nei terreni paludosi e a sviluppare piccoli frutteti. L’insediamento serviva anche come base per fornire prodotti agricoli e bestiame alla fortezza di Louisbourg.
Nel 1923, Port-Royal fu designato come sito storico nazionale del Canada. Nel 1939, il governo canadese completò una ricostruzione della Habitation, basata sui disegni originali di Champlain, che fu aperta al pubblico nel 1941 come Port-Royal National Historic Site. All'alba del XXI secolo, il sito offre attività interpretative che illustrano le sfide affrontate dai coloni francesi e approfondiscono la cultura dei Mi’kmaq, i primi abitanti della regione.